# Andrena flaminea
Andrena flaminea är en biart som beskrevs av Laberge 1971. Andrena flaminea ingår i släktet sandbin, och familjen grävbin. Inga underarter finns listade i Catalogue of Life.